# 博日基夫斯凱
49°40′24″N 34°45′26″E / 49.67333°N 34.75722°E
博日基夫斯凱（羅馬化：Bozhkivske）是烏克蘭的村落，位於該國中部波爾塔瓦州，由波爾塔瓦區負責管轄，處於斯溫基夫卡河左岸，分別距離夏海雷1.5公里和希雷3.5公里，海拔高度141米，2001年人口1,214。